# Motorsport-Homologation

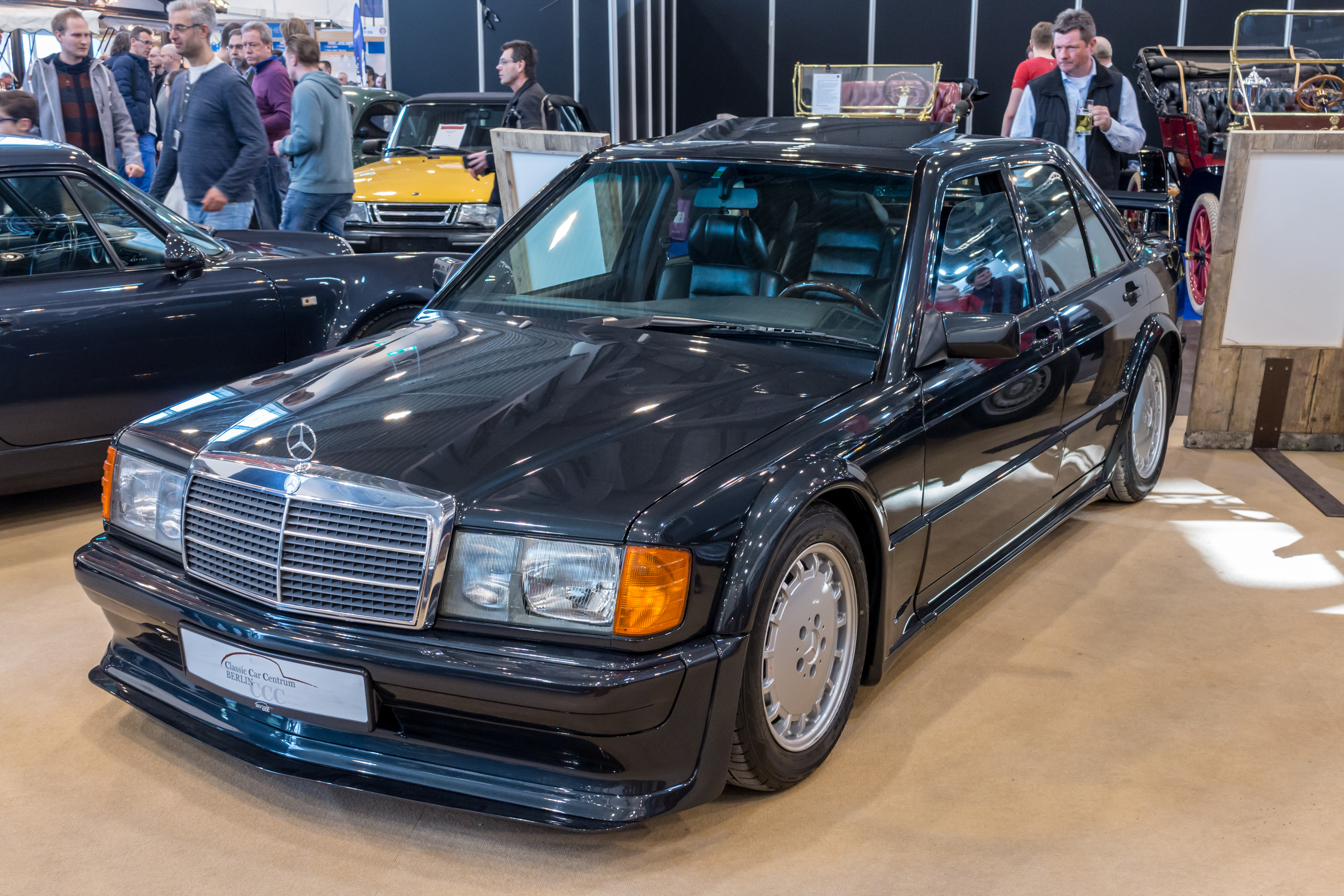
Straßenzugelassenes Homologationsmodell eines Gruppe-A-Tourenwagens

Mit einer Motorsport-Homologation (Französisch homologation „Genehmigung, Zulassung; Typenprüfung“; von Altgriechisch ὁμολογεῖν homologein „einverstanden sein, übereinstimmen“; hier im Sinne von „mit den Vorschriften übereinstimmen“) werden Wettbewerbsfahrzeuge und auch Motorsport-Rennstrecken von den nationalen und internationalen Sportbehörden erfasst und in einem Homologationsblatt beschrieben. Die Homologation ist in vielen Motorsportkategorien die formelle Voraussetzung, um an Wettbewerben teilnehmen zu können. Vom Hersteller ist insbesondere der Bau einer bestimmten Anzahl von Fahrzeugen nachzuweisen. Es ist nicht notwendig, dass diese auch alle verkauft werden.
Es gibt auch Homologationen für sicherheitsrelevante Baugruppen, wie Feuerlöscher, Sicherheitsgurte, Fahrzeugscheinwerfer, Überrollbügel sowie für Teile der persönlichen Fahrerausrüstung, so Overall, Helm, Schuhe und Handschuhe, feuerfeste Unterwäsche oder das sogenannte HANS-System.
Im Motorrad- und Autorennsport ist es in seriennahen Klassen, wie der Superbike-Weltmeisterschaft, üblich, dass jeder Hersteller auch straßenzugelassene Maschinen eines Modells herstellen muss, um für dieses die Homologation für die entsprechende Rennserie zu erhalten.
Der 2021 für europäische Bergrennen eingeführte FIA-Performance-Faktor ist ein Versuch, Serienfahrzeuge auch ohne Homologation am Motorsport teilnehmen zu lassen.